# 宇島站
宇島站（日语：／ Unoshima eki */?）是位於福岡縣豐前市大字八屋，九州旅客鐵道（JR九州）的日豐本線車站。事務管號碼為▲920505。
為豐前市的代表車站。豐前市為北九州市或大分縣中津市的通勤、上學圈，車站周邊設有公司與高等學校等設施。約半數特急列車，所有快速、普通停站。

### 站名的由來
車站名稱「宇島」是來自此站東邊300米的地名，此站的地名為「八屋」。在宇島站啟用之際提供了住宅土地給宇島這地方，因此此站名為「宇島站」。

## 車站構造
車站是一座地面車站，設有1面1線的單式月台和1面2線的島式月台，共設有2面3線的混合式月台。月台中5卡車廂長度的月台地面升高了。各月台上設有跨線橋連接。
此站是直營車站，可以使用「SUGOCA」IC卡，以及可以與SUGOCA互相使用的交通系IC卡。不過因精簡人手，2022年3月12日起停用綠色窗口，改為使用指定席劵發售機。

### 月台
| 月台 | 路線      | 上下行 | 方向           | 備註         |
| ---- | --------- | ------ | -------------- | ------------ |
| 1    | ■日豐本線 | 上行   | 小倉、博多方向 |              |
| 2    | ■日豐本線 | 上行   | 小倉、博多方向 | 待避列車使用 |
| 2    | ■日豐本線 | 下り   | 中津、大分方向 | 待避列車使用 |
| 3    | ■日豐本線 | 下行   | 中津、大分方向 |              |

※小倉方向的快速列車使用2號月台，中津方向的快速列車使用3號月台。
其他
- 閘內外均設有廁所。
- 在2004年，此站設有輪椅專用的樓梯升降台（那設置由古賀站遷移至此站）[7]，在2011年設置升降機[8]。
- 在閘口外設有閘小型升降機，在月台上設有自動販賣機。另外，在商店旁設有空調和電視設備的候車室。
- 上下行線的月台前方設置了豐前市的吉祥物鴉天狗像，該像在1981年開始設置[9]。
- 日間來自中津站的上行普通一人控制列車中，當到達此站時會前往2號月台停留，然後多以不載客列車返回中津站並開始執行於中津出發的列車班次。
- 車站設有自動閘機（日语：自動改札機）。

## 歷史
- 1897年9月25日：第一代豐州鐵道（日语：豊州鉄道）宇之島站啟用[10]。
- 1901年9月3日：豐州鐵道被第一代九州鐵道收購[11]。
- 1903年6月16日：車站開始處理電報[12]。
- 1907年（明治40年）

- 7月1日：豐州鐵道被國有化，成為帝國鐵道廳車站。
- 11月1日：車站改名為宇島站。

- 1914年1月21日：宇島鐵道（日语：宇島鉄道）（宇島至耶馬溪）之間開通[14]。
- 1915年4月2日：車站增建[12]。
- 1936年8月6日：宇島鐵道全線廢止[15]。
- 1959年4月：現時第二代車站大樓落成[16]。
- 1966年：站前廣場落成[17]。
- 1976年：行李起卸業務委託日本通運負責，並改用汽車運送[18]。
- 1984年2月1日： 終止貨物起卸業務[19][20]。
- 1985年3月14日：小行李起卸業務廢止[19][18]。
- 1987年：
  - 2月6日：開設綠色窗口[21]。
  - 4月1日：伴隨國鐵分割民營化，車站由九州旅客鐵道（JR九州）營運[22]。
- 2004年4月10日：輪椅專用的樓梯升降台由古賀站遷移至此站[7]。
- 2009年3月1日：此站可以使用IC卡「SUGOCA」[23]。
- 2011年2月16日：升級機開始使用[8]。
- 2022年3月12日：停用綠色窗口，改為使用指定席劵發售機[6]。

## 使用狀況
以下為1日整年度乘客人次：
| 年度   | 1日平均 乘車人次 | 參考資料 |
| ------ | ---------------- | -------- |
| 1979年 | 1,060,416        | [ 24 ]   |
| 1980年 | 999,359          | [ 24 ]   |
| 1981年 | 942,318          | [ 24 ]   |
| 1982年 | 882,268          | [ 24 ]   |
| 1983年 | 870,631          | [ 24 ]   |
| 1984年 | 851,611          | [ 25 ]   |
| 1985年 | 858,327          | [ 25 ]   |
| 1986年 | 845,409          | [ 25 ]   |
| 1987年 | 837,197          | [ 25 ]   |
| 1988年 | 842,802          | [ 25 ]   |
| 1989年 | 823,055          | [ 26 ]   |
| 1990年 | 831,730          | [ 26 ]   |
| 1991年 | 867,187          | [ 26 ]   |
| 1992年 | 827,640          | [ 26 ]   |
| 1993年 | 818,354          | [ 26 ]   |

- 在1996年，1日平均使用人次為約4,600人[9]。
- 在2010年度，1日平均使用人次為約4,224人[27]。
- 2011年，1日平均使用人次為約3,700人である[8]。
- 在2018年度，1日平均乘車人次為1,741人，在JR九州車站中排名106位[28]。

以下為近年1日平均乘車人次列表：
| 年度   | 1日平均 乘車人次 |
| ------ | ---------------- |
| 2016年 | 1,786            |
| 2017年 | 1,778            |
| 2018年 | 1,741            |
|        |                  |
| 2023   | 1,437            |

## 貨物起卸業務（已廢止）
此站是築上地域的貨物起卸據點，主要起卸貨物為農產品及肥料。由於車站鄰接宇島港，也有來自筑豐地域的煤會運送至此處。貨物起卸業務於1984年（昭和59年）廢止。

### 宇島港臨港貨物線
在江戶時代後期的小倉藩時代，當時開設了宇島港，為築上地域優良港口，直至明治時代後期主要有來自筑豐煤田出產的煤會運送至該港口。在宇島站啟用後翌年1898年（明治31年），於宇島港中加設1座煤炭專用碼頭，以及臨港引込線。在1910年（明治43年），於港內建設貯木場。在發展這些港灣設施起，煤炭開採、販賣企業與木材販賣公司開始進出宇島港。另一方面，連接了專用側線，以便運送煤炭與木材。煤炭與木材的專用側線在1970年（昭和45年）10月1日時還存在，在1983年（昭和58年）4月1日時只剩下部分專用側線，隨後很快便廢止。

### 築上發電廠專用側線
在宇島站西北方的海邊，於1952年（昭和27年）建設了九州電力築上發電廠（煤炭發電）。該發電廠的燃料（煤炭）計劃取自筑豐的煤炭，因此為了運送燃料至發電廠，於宇島站建設專用側線前往發電廠。築上發電廠於1977年（昭和52年）廢止，專用側線也撤走。

## 車站周邊
車站周邊為豐前市中心，設有商店街。車站北邊為工業地區。
金融機構、郵局
- 豐前郵局（日语：豊前郵便局）
- 福岡銀行豊前分店
- 西日本城市銀行豐前分店
- 九州勞動金庫（日语：九州労働金庫）
- 福岡響信用金庫（日语：福岡ひびき信用金庫）
- 大分銀行豐前分店

公共機構、學校
- 豐前市政廳
- 福岡縣立青豐高等學校（日语：福岡県立青豊高等学校）
- 市民會館
- 福岡縣豐前綜合廳舍
  - 福岡縣京築縣土整備事務所
  - 福岡縣京築兒童指導中心
- 豐前市商工會議所
- 豐前市立圖書館

住宿設施
- 築上館

超級市場・便利店
- Marushoku（日语：サンリブ）豐前

## 巴士路線
- 宇島站前巴士站
  - 位於站前迴旋路出口。設有豐前市巴士（日语：豊前市バス）岩屋線、轟線。
- 八屋巴士站
  - 位於縣道1號豐前萬田線（日语：福岡県道・大分県道1号豊前万田線）上。除了上述兩路線外，也設有畑線、櫛狩屋線。另外，該巴士站上也設有豐前、中津社區巴士（中津市社區巴士（日语：中津市コミュニティバス）豐前、中津線）路線。

## 相鄰車站
九州旅客鐵道
■日豐本線
- 特急「日輪」停車站。
- 部分特急「日輪喜凱亞」「音速」停車站。

■快速（只設上行班次）
椎田←宇島←中津
■普通
豐前松江－宇島－三毛門

### 曾經存在的路線
宇島鐵道
宇島－千束

## 注腳
1. 1 2 3  . 週刊JR全駅・全車両基地 (朝日新聞出版). 2012-09-23, (07): 24.
2. ↑  日本國有鐵道旅客局(1984)『鉄道・航路旅客運賃・料金算出表 昭和59年４月20日現行』。
3. ↑  福岡鐵道風土記，p.121。
4. ↑  福岡鐵道風土記、pp.121-122。
5. ↑  SUGOCA 利用可能エリア （页面存档备份，存于） 九州旅客鐵道，截至平成28年3月26日（2016年10月5日參閲）。
6. 1 2   (PDF). 九州旅客鉄道株式会社.   [2021-12-23]. （原始内容存档 (PDF)于2022-01-27） （日语）.
7. 1 2  讀賣新聞2004年4月10日（六）（京築版）
8. 1 2 3  廣報豐前2011年4月號 p.14
9. 1 2  福本哲夫. . 朝日新聞（朝刊） (朝日新聞社). 1980-02-22: 福岡面.
10. ↑  「停車場変遷大辞典 国鉄・JR編II」p.750
11. ↑  鐵輪、p.57。
12. 1 2  『豊前産業百年史』p.32　廣瀨梅次郎，1966年
13. ↑  鐵輪、p.65。
14. ↑  「軽便鉄道運輸開始」『官報』1914年1月28日（國立國會圖書館數碼化收藏）
15. ↑  「鉄道営業廃止実施」『官報』1936年8月18日（國立國會圖書館數碼化收藏）
16. ↑  『豊前産業百年史』p.354　廣瀨梅次郎，1966年
17. ↑  『豊前市史　下巻』
18. 1 2  『豊前市史　下巻』ｐ.583
19. 1 2  『日本鉄道名所8 鹿児島線 長崎線 日豊線』 小學館，1987年，ISBN 4-09-395208-6、p194。
20. 1 2  Icarus出版 『59-2ダイヤ改正 国鉄貨物列車大変革期』（2015年1月發行） p.27中記載，在1984年（昭和59年）2月時間表修正後的貨物站配置表中，不包含宇島站。
21. ↑  日本經濟新聞1987年2月3日西部晨報 社會版 17頁
22. ↑  鐵輪，p.181。
23. ↑  . 交通新聞 (交通新聞社). 2009-03-03: 1.
24. 1 2 3 4 5   . 豐前市政廳. 1985-04.
25. 1 2 3 4 5   . 豐前市政廳. 1990.
26. 1 2 3 4 5   . 豐前市. 1995-04.
27. ↑  JR九州代理商 2012 Media Guide
28. ↑   (PDF). 九州旅客鐵道.   [2019-07-27]. （原始内容存档 (PDF)于2019-12-06）.
29. ↑  駅別乗車人員上位300駅（2023年度） （页面存档备份，存于），JR九州。
30. 1 2  『豊前市史 上巻』p.904
31. ↑  『豊前市史　下巻』pｐ.112-113
32. ↑  『専用線一覧表 昭和45年10月1日』pp.296-297
33. ↑  『専用線一覧表 昭和58年3月』p.193
34. ↑  在『豊前市史　下巻』ｐ.581中提及，1982年（昭和57年）所有側線起廢止。
35. 1 2 3  『豊前市制50周年記念写真集 ぶぜん』p.18・p.83

## 外部連結
- JR九州宇島站網頁。 （页面存档备份，存于）